# Miagrammopes plumipes
Miagrammopes plumipes är en spindelart som beskrevs av Kulczynski 1911. Miagrammopes plumipes ingår i släktet Miagrammopes och familjen krusnätsspindlar. Inga underarter finns listade i Catalogue of Life.